# Viktor Shustikov
Viktor Mikhailovich Shustikov  (Moscou, 28 de janeiro de 1939) é um ex-futebolista soviético, que atuava como defensor.

## Carreira
Viktor Shustikov fez parte do elenco da Seleção Soviética de Futebol, da Euro de 1964.